# Plagiobothrys linifolius
Plagiobothrys linifolius är en strävbladig växtart som beskrevs av Ivan Murray Johnston. Plagiobothrys linifolius ingår i släktet tiggarstavar, och familjen strävbladiga växter. Inga underarter finns listade i Catalogue of Life.